# Skyscraper (Skyplex)
Skyscraper ist eine geplante Achterbahn vom Typ Polercoaster, die im SkyPlex-Freizeitzentrum in Orlando (Florida) errichtet werden soll. Die amerikanischen und Schweizer Hersteller US Thrill Rides und Intamin entwickeln die Achterbahn und planten eine Eröffnung für 2016. Die Genehmigung wurde Ende 2015 vom Orange County erteilt. Eine Reihe von Verzögerungen führte dazu, dass der Termin mehrmals verschoben wurde. Seit 2019 ist der Status des Projekts offen, nachdem die Website des Projekts gelöscht wurde und die Entwickler keine weiteren Informationen lieferten. 
Sollte die Skyscraper-Achterbahn fertiggestellt werden, wäre sie mit einer Höhe von über 150 m die höchste Achterbahn der Welt und würde sowohl den steilsten Abstieg als auch die höchste Inversion aufweisen.

## Geschichte
Die Entwicklung von Skyscraper begann 2012, nachdem die Besitzer von Mango’s Tropical Café Orlando das Polercoaster-Achterbahnkonzept des Herstellers US Thrill Rides als eine Attraktion für ihr geplantes neues Skyplex Freizeitzentrum ausgewählt hatten. Nach mehreren erfolgreichen Verhandlungen zum Grundstückskauf konnte die Planung und Entwicklung der Achterbahn und des Freizeitzentrums beginnen.
Im Mai 2014 wurde über eine Website ein Investorenaufruf initiiert. Durch eine in Orlando ansässige Presseagentur wurden Dokumente enthüllt, die zeigten, dass die geplante Achterbahn in Zentralflorida errichtet werden könnte.
Am 5. Juni 2014 wurde Skyscraper offiziell verkündet. Ursprünglich war geplant, 2015 mit den Bauarbeiten zu beginnen und die Bahn 2017 zu eröffnen.

## Technik

### Strecke
Die 1600 m lange Stahlschienenstrecke wird von US Thrill Rides geplant und entworfen. Sie wird sich überwiegend um einen Turm winden und dort mehrere Überschläge mit Zero G-Rolls sowie Raven Turns aufweisen.

### Züge
Skyscraper wird mit mehreren kleinen Achterbahnzügen fahren. Jeder Zug besteht nur aus einem Wagen und wird in zwei Reihen vier Sitze aufweisen. Damit können acht Fahrgäste pro Zug fahren. Es wird mit einer Maximalkapazität von 1000 Fahrgästen pro Stunde gerechnet. Die Sitze werden mit Schoßbügeln ausgestattet sein. Schulterbügel werden vermieden, damit der Ausblick nicht behindert wird.

## Rekorde
Mit der Eröffnung von Skyscraper würden mehrere Weltrekorde gebrochen.
Der Weltrekord der höchsten Achterbahn könnte mit einer Höhe von 153 m (501 ft.) nach Orlando gehen.
Seit 2005 wird dieser Rekord von Kingda Ka im US-amerikanischen Freizeitpark Six Flags Great Adventure, New Jersey mit einer Höhe von 139 m (456 ft.) gehalten.
Skyscraper könnte eine Inversion in der Nähe zum höchsten Punkt der Fahrt haben, womit der Rekord der höchsten Inversion der Welt in der Höhe von 52 m (170 ft.) gebrochen würde. Dieser Rekord wird von GateKeeper in Cedar Point seit 2013 gehalten.
Die Achterbahn würde außerdem die steilste Abfahrt mit 123° besitzen. Sie könnte die einzige Achterbahn der Welt sein, die zwei über 90° steile Abfahrten besitzt.